# Agriocnemis splendidissima
Agriocnemis splendidissima – gatunek ważki z rodziny łątkowatych (Coenagrionidae). Występuje w Indiach i Pakistanie, być może także w Bangladeszu.